# Louis Agassiz Fuertes
Louis Agassiz Fuertes (7 de fevereiro de 1874 - 22 de agosto de 1927) foi um ornitólogo, ilustrador e artista norte-americano que estabeleceu os padrões rigorosos e atuais para a arte ornitológica e a representação naturalista e é considerado um dos mais prolíficos artistas de aves americanas, atrás apenas de seu antecessor profissional John James Audubon.